# Кюльц, Вильгельм
Вильгельм Леопольд Фридрих Кюльц (нем. Wilhelm Leopold Friedrich Külz; 18 февраля 1875, Борна — 10 апреля 1948, Берлин) — немецкий политик, член Немецкой демократической партии и Либерально-демократической партии Германии. В 1926 году являлся рейхсминистром внутренних дел, в 1945—1948 годах занимал должность председателя ЛДПГ.

## Биография
Кюльц родился в семье саксонского священника, брат-близнец Вильгельма Кюльца — врач тропической медицины и преподаватель высшей школы Людвиг Кюльц. Вильгельм Кюльц получил аттестат зрелости в 1894 году в земельной школе Святого Августина в Гримме и затем изучал юридические и государственные науки в Лейпцигском и Тюбингенском университетах и защитил докторскую диссертацию. В 1901 году Кюльц устроился городским писарем в Циттау, в 1903 году занимал пост заместителя бургомистра Меране. В 1904—1912 годах служил бургомистром Бюккебурга. Избирался в ландтаг Шаумбург-Липпе, являлся депутатом в 1906—1912 годах и с 1910 года занимал должность председателя ландтага.
В 1907 году Кюльц был назначен рейхскомиссаром по вопросам самоуправления в Германской Юго-Западной Африке и провёл год в Африке. Введённая там система коммунального управления была подготовлена Кюльцем. В 1912 году Вильгельм Кюльц был избран обер-бургомистром Циттау, воевал четыре года солдатом в Первую мировую войну и демобилизовался в звании майора. В 1923 году Кюльц был избран вторым бургомистром Дрездена и отвечал за городские финансы.
Поначалу Кюльц тяготел к Национал-либеральной партии и безуспешно выдвигался от неё в Рейхстаг. В 1918 году вступил в Немецкую демократическую партию. В 1920—1933 годах возглавлял партию в Саксонии. В 1919 годах являлся депутатом Веймарского национального собрания и в 1922—1932 годах — депутатом рейхстага.
В январе 1926 года Кюльц был назначен рейхсминистром внутренних дел во втором правительстве Ганса Лютера и сохранил этот пост при канцлере Вильгельме Марксе вплоть до его свержения в декабре того же года.
9 февраля 1931 года Кюльц был избран обер-бургомистром Дрездена. Был смещён с должности рейхскомиссаром Манфредом фон Киллингером за то, что не хотел увольнять нежелательных подчинённых и в марте 1933 года отказался поднять над ратушей флаг со свастикой. В 1935 году Кюльц переехал в Берлин, где работал адвокатом и служил в различных хозяйственных объединениях и поддерживал контакты с антифашистскими кругами.
В середине 1945 года Кюльц выступил одним из учредителей Либерально-демократической партии Германии и в ноябре того же года стал председателем партии после смещения Вальдемара Коха советскими оккупационными властями. С 1945 года являлся издателем газеты ЛДПГ Der Morgen. 17 марта 1947 года вместе с Теодором Хойсом был избран сопредседателем Демократической партии Германии. Спустя менее года попытка создания общегерманской партии провалилась по причине участия ЛДПГ в организованном СЕПГ 1-м Немецком народном конгрессе за единство и справедливый мир. Как представитель второй по значимости партии в Советской зоне оккупации Германии Кюльц не соглашался с доминированием СЕПГ на конгрессе. 18 января 1948 года Кюльц был выведен из состава правления ДПГ с формулировкой «за принятие русской позиции по вопросу единства Германии», что фактически стало концом ДПГ.
Вместе с Отто Нушке и Вильгельмом Пиком Кюльц стал сопредседателем Немецкого народного совета, предшественника Народной палаты ГДР.
Сын — Гельмут Р. Кюльц (1903—1985) занимал в 1946—1948 годах пост министра юстиции Тюрингии и после бегства в западные оккупационные зоны Германии служил в 1953—1971 годах председателем судебной коллегии Федерального административного суда. Вильгельм Кюльц вместе с супругой Эрной и сыном Гельмутом был похоронен на Вильмерсдорфском кладбище в Берлине.

## Сочинения
- Leben und Streben des Akademischen Gesangvereins Arion während der 50 Jahre seines Bestehens. Festschrift zum 50jährigen Jubiläum. Allen Arionen gewidmet von einem Alten Herrn. Leipzig 1899.
- Deutsch-Südafrika im 25. Jahre deutscher Schutzherrschaft. Süsserott, Berlin 1909.
- Die Gemeindepolitik der Deutschen Demokratischen Partei. Demokratischer Verlag, Berlin o.J. (1920).
- Deutsche Wiedergeburt. Parteileitung d. Liberal-Demokratischen Partei Deutschlands, Berlin o.J. (1947).
- Aus Reden und Aufsätzen. Hrsg. von Manfred Bogisch, Buchverlag Der Morgen, Berlin 1984.
- Ein Liberaler zwischen Ost und West: Aufzeichnungen 1947—1948. Hrsg. von Hergard Robel, Oldenbourg, München 1989, ISBN 3-486-54101-3.